# Rue Consolat
Pour les articles homonymes, voir Consolat.
La rue Consolat est une voie marseillaise située dans les 1er et 4e arrondissements de Marseille. 

## Situation et accès
Cette voie en ligne droite démarre square Stalingrad, traverse en ligne droite les quartiers du Chapitre, de Saint-Charles et des Cinq-Avenues et se termine boulevard Philippon.
Sur toute sa longueur, elle est parallèle aux boulevards Longchamp et de la Libération.

## Origine du nom
La rue doit son nom à Maximin Dominique Consolat (1785-1858), homme politique français et maire de Marseille de 1831 à 1843. 

## Historique
La rue est classée dans la voirie de Marseille le 9 décembre 1856.
Elle s'appelait auparavant « chemin de la Madeleine » et rejoignait le hameau de la Madeleine situé à l'embranchement des chemins des Chartreux et de Saint-Barnabé.
Ce chemin de la Madeleine (actuellement rue Consolat et Léon Bourgeois) apparut trop étroit dès le XVIIIe siècle. 
Quelques années avant 1789, on ouvrit un boulevard parallèle qui prit comme le chemin, le nom de Madeleine. Le boulevard de la Madeleine est devenu l'actuel boulevard de la Libération.
La rue Consolat porte son nom actuel par délibération du conseil municipal en date du 30 avril 1933. Elle 

## Bâtiments remarquables et lieux de mémoire
- Au numéro 1 se trouve La Consulat, logement historique de la fanfare Farigoule depuis 2012.
- Au numéro 160 se trouve l’école maternelle Consolat-Abeilles
- Au numéro 174 se trouvait les Petits Frères des Pauvres, ancien hôtel particulier des frères Brunon. Construit en 1886, par l'architecte Théodore Dupoux pour le compte du courtier Massillon. Au-dessus de la porte d'entrée, une rose surmontée d'une étoile. Prénom de sa femme Stella Rose. Au faîte du 3e étage, l'initiale M. L'immeuble est acheté en 1888 par Paul Brunon, négociant, d'origine rouennaise. Deux de ses enfants, Raoul et Jean Brunon y commencèrent, au début du siècle, une collection d'histoire militaire française. Jean revient seul de la Grande Guerre ; il poursuit l'œuvre entreprise en souvenir de son frère et transforme la maison en un grand musée privé sous le nom de Collection Raoul et Jean Brunon. Trop à l'étroit, il propose à la Ville de Marseille de créer un musée dans un des grands bâtiments de la cité. La municipalité refuse et, à la demande de la ville de Salon-de-Provence, les collections sont transportées dans cette ville pour y fonder le château-musée de l'Empéri, aujourd'hui célèbre.